# بی‌دل (بازی)

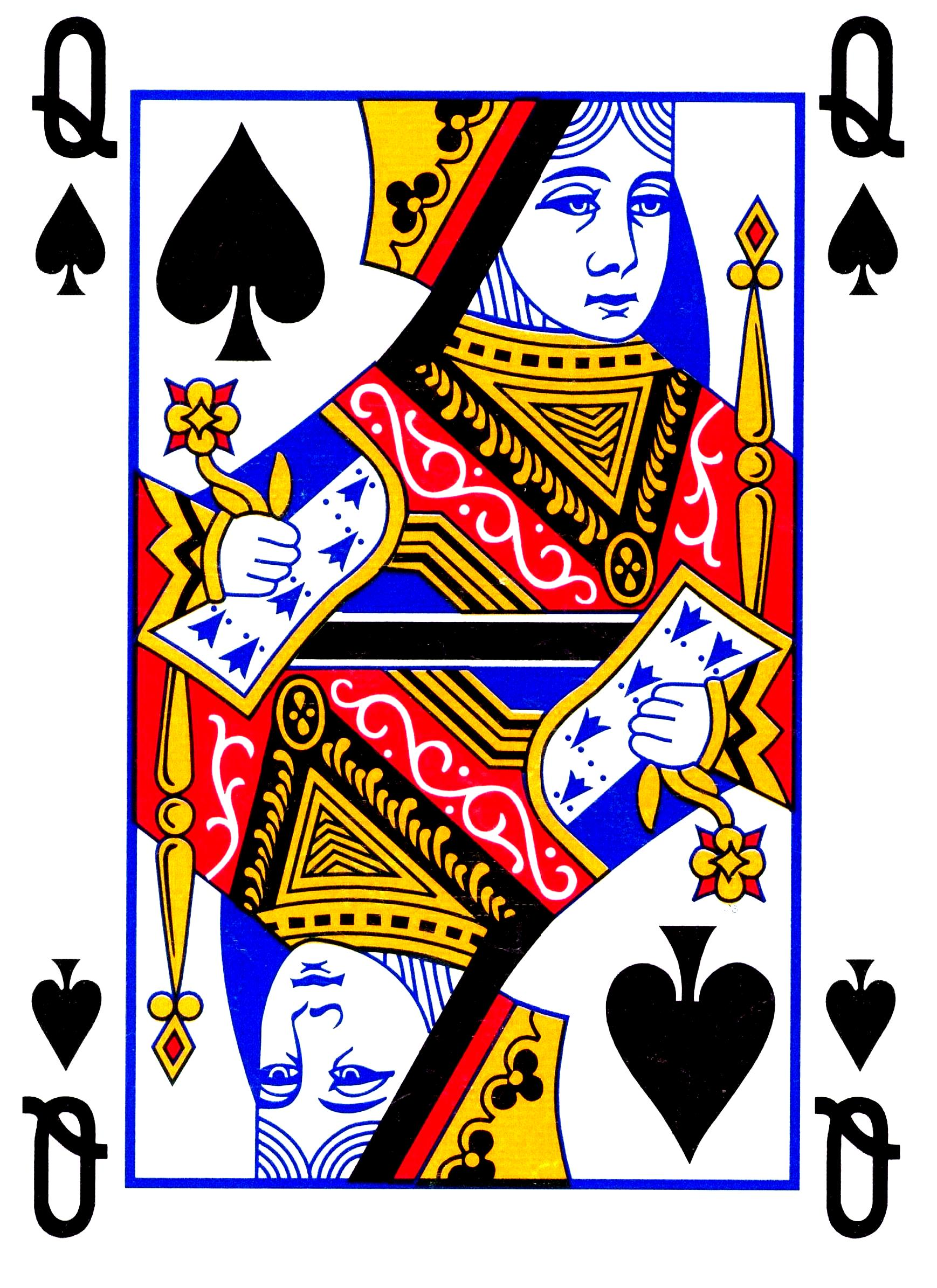

بی‌دل (به انگلیسی: Black Lady) نام بازی‌ ورقی است که بر بخت و مهارت استوار است.
بازی بی‌دل یا بی‌بی نحسه به صورت چهار نفره انجام شده و هر کسی تنها برای خودش و به سود خودش بازی می‌کند. در هر دست بازی هر ۵۲ برگ میان بازیکنان پخش می‌شود (هر یک ۱۳ برگ) 
این بازی ۵۴ امتیاز منفی دارد. هر برگ دل یک امتیاز منفی و تک دل ۱۰ امتیاز منفی و شاه دل ۴ امتیاز منفی و بی بی دل ۳ امتیاز منفی و سرباز دل ۲ امتیاز منفی  برگ بی بی گشنیز ۱۷ امتیاز منفی در برخواهد داشت که در صورت رسیدن امتیازات منفی به ۵۰۰ بازی به پایان می‌رسد و کسی که امتیازات آن از همه کمتر باشد برنده بازی خواهد بود . همچنین اگر بازیگری بتواند همه برگ‌های منفی یک دست را جمع کند، او صفر امتیاز منفی و دیگر بازیگران ۲۶ امتیاز منفی می‌گیرند.
همچنین این بازی به صورت دیگری نیز بازی می‌شود که در آن بازی دارای ۴۰ امتیاز منفی می‌باشد به این صورت که تک دل ۱۱ امتیاز منفی و بی بی پیک ۱۷ امتیاز منفی دارد و ما بقی کارت‌های دل هر کدام یک امتیاز منفی دارند.
نوع دیگری این بازی نیز وجود دارد به این صورت که مانند حالت ۴۰ امتیازی ولی با این تفاوت که باید قبل پاس دادن کارت‌ها حکم کرد.
قوانین بازی:
در شروع دست اول بازی هرکس باید ۳ کارت به نفر سمت راست بدهد.
در شروع دست دوم بازی هرکس باید ۳ کارت به نفر سمت چپ بدهد.
در شروع دست سوم بازی هرکس باید ۳ کارت به نفر روبرو بدهد و ۳ کارت بگیرد.
دست چهارم دست بدون پاس می‌باشد و کسی کارتی به دیگری نمی‌دهد. و بعد از این دست همانند دست اول پاس به راست خواهد بود در واقع بازی هر ۴ دست یک بار تکرار می‌شود.
۲- بازی همیشه با کارت ۲ گیشنیز شروع می‌شود کسی ۲ گیشنیز دارد باید بازی را شروع کند (بعد از پاس دادن کارت‌ها).
۳- تا وقتی کسی کارت دلی رد نکرده باشد کسی اجازه بازی با دل ندارد.
۴- در شروع بازی (منظور همان دستی که با ۲ گیشنیز شروع می‌شود) کسی اجازه رد دادن کارت دل و بی بی پیک ندارد یعنی کسی امتیاز منفی نمی‌خورد.
۵- امتیاز هر بازیکن که از ۵۰۰ (و خود ۱۰۰) عبور کند، کسی که امتیازش از همه کمتر است برنده بازی خواهد شد.
- اگر بعد از رد شدن امتیاز کسی از ۱۰۰ امتیازات ۲ نفر یا بیشتر برابر بود کسی که بالاترین عدد خشت را در آن دور جمع کرده باشد برنده بازی است.(۱۰>۹>۸>۷و...)
۷- در حالت ۴۰ امتیازی پایان بازی می‌تواند ۱۰۰ یا ۲۰۰ باشد.
۸- در حالت حکمی کسی که در یک دست بی بی پیک بگیرد نفر سمت راست او حاکم می‌شود.
۹- در صورتی که دل رد نشود و شروع کننده بازی فقط دل داشته باشد بازی پاد یا به اصطلاح مساوی اعلام خواهد شد و کارت ها دوباره بر خورده و پخش میشود.
۱۰- در حالتی که ۲ بازیکن از ۱۰۰ بیشتر شوند هر دو بازیکن بازنده و جریمه را برای انها برنده بازی تعیین میکند